# Mai Văn Lý
Mai Văn Lý (sinh năm 1955) là một sĩ quan cấp cao trong Quân đội nhân dân Việt Nam, hàm Trung tướng, Phó Chủ nhiệm Ủy ban Kiểm tra Quân ủy Trung ương.

## Thân thế và sự nghiệp
Ông sinh năm 1955 tại xã Bạch Hạ, huyện Phú Xuyên, tỉnh Hà Tây (nay là Hà Nội)
Nhập ngũ tháng 8 năm 1973, khi 18 tuổi. Không lâu sau khi nhập ngũ, ông đã được điều vào trực tiếp chiến đấu ở chiến trường Tây Nguyên.
Năm 1975, ông đã tham gia chiến dich Buôn Ma Thuột, chiến dich mở màn cho công cuộc giải phóng, thống nhất đất nước.
Năm 1976 ông được cử đi học trường Sĩ quan Thông tin, khoá 7 Tiểu đoàn 22.
Tháng 9 năm 1980, ông tốt nghiệp Trường Sĩ quan Thông tin được điều động về Quân đoàn 1 công tác.
Sau đó ông đảm nhiệm các chức vụ về chính trị như: Chính trị viên Đại đội, Phó Tiểu đoàn trưởng về chính trị, Phó Trung đoàn trưởng về chính trị, Phó Trưởng phòng, Trưởng phòng Cán bộ Cục Chính trị Quân đoàn 1.
Năm 2002, bổ nhiệm giữ chức Phó Sư đoàn trưởng về chính trị Sư đoàn 308, Quân đoàn 1
Năm 2004, bổ nhiệm giữ chức Cục trưởng Cục Chính trị Quân đoàn 1
Năm 2006, bổ nhiệm giữ chức Phó Chính ủy Quân đoàn 1
Năm 2008, là Chính ủy Quân đoàn 1
Năm 2014, giữ chức Phó Chủ nhiệm Ủy ban Kiểm tra Quân ủy Trung ương.
Thiếu tướng (2007), Trung tướng (2014)